# Josef Stroh
Josef Stroh (Vienna, 5 marzo 1913 – Vienna, 7 gennaio 1991) è stato un allenatore di calcio e calciatore austriaco, di ruolo centrocampista.

## Carriera

### Giocatore

#### Club
Iniziò la carriera nel Floridsdorfer Sportclub, poi nel 1930 passò professionista al Floridsdorfer AC, dove rimase per due anni. Legò poi la maggior parte della sua carriera da calciatore alla maglia dell'Austria Vienna, dove giocò fino al dopoguerra.
All'Austria vinse dapprima la coppa nazionale nel 1932-1933, poi la Coppa Mitropa del 1933, nuovamente la coppa nazionale nel 1934-1935 e 1935-1936, e ancora la Mitropa nello stesso 1936.
Dopo la guerra continuò a giocare per l'Austria Vienna vincendo, nella stagione 1948-1949, il suo primo ed unico campionato. A fine stagione si ritirò infatti dal calcio giocato divenendo allenatore.

#### Nazionale
Grazie ai successi con l'Austria Vienna si guadagnò la convocazione per i Mondiali del 1934, dove non fu impiegato. Il suo esordio in Nazionale avvenne nel 1935 nel corso di una partita di Coppa Internazionale contro l'Ungheria.
La Federazione austriaca gli assegna anche una rete segnata, durante una gara di Coppa Internazionale contro l'Italia, il 21 marzo 1937, tale partita non è considerata ufficiale da FIFA e FIGC perché interrotta al 73' sul 2-0 per l'Austria. Lo stesso comitato organizzatore decise inizialmente di invalidare la gara e di farla ripetere, ripetizione che non fu mai disputata per via dell'annessione dell'Austria alla Germania, fatto che portò all'interruzione di quell'edizione della coppa.
Dopo l'Anschluss, Stroh fu convocato dalla Nazionale tedesca per i Mondiali del 1938. Durante il primo allenamento con la nuova nazionale, però, ebbe un contrasto con il compagno di squadra Fritz Szepan. Stroh infatti cominciò a palleggiare con varie parti del corpo, tra l'entusiasmo degli "austriaci" e provocando la reazione dello stesso Szepan, che a sua volta compì il medesimo palleggio, calciando poi la palla in direzione di Stroh, gesto questo accompagnato dagli applausi dei "tedeschi" e da un insulto rivolto al giocatore viennese. Con la Germania giocò 4 partite, segnando un gol.

### Allenatore
La carriera da allenatore di Stroh cominciò in Austria, con Wr. Neustädter, FC Wien e Schwechat, ed ebbe poi sviluppi importanti in Svezia. Stroh allenò infatti a due riprese lo Jönköping e i due club più vincenti del Paese, il Malmö ed il Göteborg. Allenò anche il Brann in Norvegia.
La sua carriera da allenatore finì nel 1969 allo Jönköping.

## Palmarès

### Giocatore

#### Competizioni nazionali
- Campionato austriaco: 1

Austria Vienna: 1948-1949
- ÖFB-Cup: 3

Austria Vienna: 1932-1933, 1934-1935, 1935-1936

#### Competizioni internazionali
- Coppa dell'Europa Centrale: 2

FK Austria: 1933, 1936